# Мартіна Павлік
Мартіна Павлік (нім. Martina Pawlik; нар. 8 грудня 1969) — колишня німецька тенісистка.
Найвищу одиночну позицію світового рейтингу — 106 місце досягла 14 серпня 1989, парну — 129 місце — 11 червня 1990 року.
Здобула 4 одиночні та 6 парних титулів туру ITF.
Найвищим досягненням на турнірах Великого шолома було 3 коло в одиночному розряді.

## Фінали ITF
| турніри $25,000 |
| турніри $10,000 |

### Одиночний розряд (4–3)
| Результат | Ранг | Дата            | Турнір                           | Покриття   | Суперниця         | Рахунок       |
| --------- | ---- | --------------- | -------------------------------- | ---------- | ----------------- | ------------- |
| Поразка   | 1.   | 10 серпня 1987  | ITF Дармштадт, Західна Німеччина | Ґрунт      | Забіне Ауер       | 5–7, 2–6      |
| Поразка   | 2.   | 26 жовтня 1987  | ITF Чешир, Велика Британія       | Килим (i)  | Карін Кентрек     | 2–6, 4–6      |
| Перемога  | 1.   | 1 лютого 1988   | ITF Тапіола, Фінляндія           | Тверде (i) | Марія Екстранд    | 6–4, 6–4      |
| Перемога  | 2.   | 19 вересня 1988 | ITF Чикаго, США                  | Тверде     | Софі Ам'яш        | 6–1, 7–5      |
| Поразка   | 3.   | 3 жовтня 1988   | ITF Корпус-Крісті, США           | Тверде     | Шон Стаффорд      | 3–6, ret.     |
| Перемога  | 3.   | 15 липня 1991   | ITF Дармштадт, Німеччина         | Ґрунт      | Мая Живець-Шкуль  | 1–6, 6–3, 7–6 |
| Перемога  | 4.   | 8 серпня 1994   | ITF Падерборн, Німеччина         | Ґрунт      | Мірела Владулеску | 7–6(2), 6–4   |

### Парний розряд (6–1)
| Результат | Ранг | Дата           | Турнір                      | Покриття  | Партнерка         | Суперниці                        | Рахунок       |
| --------- | ---- | -------------- | --------------------------- | --------- | ----------------- | -------------------------------- | ------------- |
| Перемога  | 1.   | 4 серпня 1986  | ITF Реда, Західна Німеччина | Ґрунт     | Ева-Марія Шюргофф | Вікі Беггс Корнелія Дрієс        | 6–3, 6–3      |
| Перемога  | 2.   | 22 червня 1987 | ITF Франкавілла, Італія     | Ґрунт     | Кейт Макдоналд    | Мішелл Боурі Крістін Кунс        | 6–4, 6–3      |
| Перемога  | 3.   | 7 вересня 1987 | ITF Мадейра, Португалія     | Ґрунт     | Вероніка Мартінек | Джекі Мастерс Мішелл Парун       | 6–2, 6–4      |
| Перемога  | 4.   | 5 вересня 1988 | ITF Порту, Португалія       | Ґрунт     | Сандрін Жаке      | Сесілія Дальман Гелена Дальстрем | 6–3, 6–1      |
| Перемога  | 5.   | 7 січня 1991   | ITF Бамберг, Німеччина      | Килим (i) | Штеффі Меннінг    | Забіне Ауер Гайке Томс           | 6–4, 6–7, 6–3 |
| Поразка   | 1.   | 15 липня 1991  | ITF Дармштадт, Німеччина    | Ґрунт     | Ліса Сіманн       | Луїс Стейсі Енджи Каннінгем      | 1–6, 2–6      |
| Перемога  | 6.   | 20 лютого 1995 | ITF Карвоейру, Португалія   | Тверде    | Рената Кохта      | Катя Альтілія Паула Ерміда       | 7–5, 6–4      |